# Брига (Оверња)
Брига (фр. Brugheas) насеље је и општина у централној Француској у региону Оверња, у департману Алије која припада префектури Виши.
По подацима из 2011. године у општини је живело 1377 становника, а густина насељености је износила 51,36 становника/km². Општина се простире на површини од 26,81 km². Налази се на средњој надморској висини од 350 метара (максималној 383 m, а минималној 269 m).

## Демографија
| 1962. | 1968. | 1975. | 1982. | 1990. | 1999. | 2011. |
| ----- | ----- | ----- | ----- | ----- | ----- | ----- |
| 1.012 | 1.012 | 1.096 | 1.200 | 1.213 | 1.223 | 1.377 |

График промене броја становника у току последњих година